# Rosenblattichthys
Rosenblattichthys är ett släkte av fiskar. Rosenblattichthys ingår i familjen Scopelarchidae.
Kladogram enligt Catalogue of Life:
| Rosenblattichthys | \| \| Rosenblattichthys alatus \| \| \| \| \| \| Rosenblattichthys hubbsi \| \| \| \| \| \| Rosenblattichthys nemotoi \| \| \| \| \| \| Rosenblattichthys volucris \| \| \| \| |
|                   | \| \| Rosenblattichthys alatus \| \| \| \| \| \| Rosenblattichthys hubbsi \| \| \| \| \| \| Rosenblattichthys nemotoi \| \| \| \| \| \| Rosenblattichthys volucris \| \| \| \| |
|                   | Benthalbella |
|                   | |
|                   | Scopelarchoides |
|                   | |
|                   | Scopelarchus |
|                   | |
|                   | Rosenblattichthys alatus |
|                   | |
|                   | Rosenblattichthys hubbsi |
|                   | |
|                   | Rosenblattichthys nemotoi |
|                   | |
|                   | Rosenblattichthys volucris |
|                   | |

|  | Rosenblattichthys alatus   |
|  |                            |
|  | Rosenblattichthys hubbsi   |
|  |                            |
|  | Rosenblattichthys nemotoi  |
|  |                            |
|  | Rosenblattichthys volucris |
|  |                            |